# Quantestorie
Quantestorie è stato un programma televisivo italiano a tematica LGBT, in onda tra il 2002 e il 2004 sul canale satellitare GAY.tv e condotto da Luca Zanforlin. Nato come video racconto di storie di coming out, il programma si è trasformato in un vero e proprio talk show. Attraverso filmati e interviste Zanforlin discute con gli ospiti delle esperienze che accomunano le persone LGBT, trattando temi di scottante attualità come il rapporto tra omosessualità e religione, discriminazione, AIDS, transessualità, luogo di lavoro, rapporti tra i giovani gay e le loro famiglie.